# Женское избирательное право в Новой Зеландии

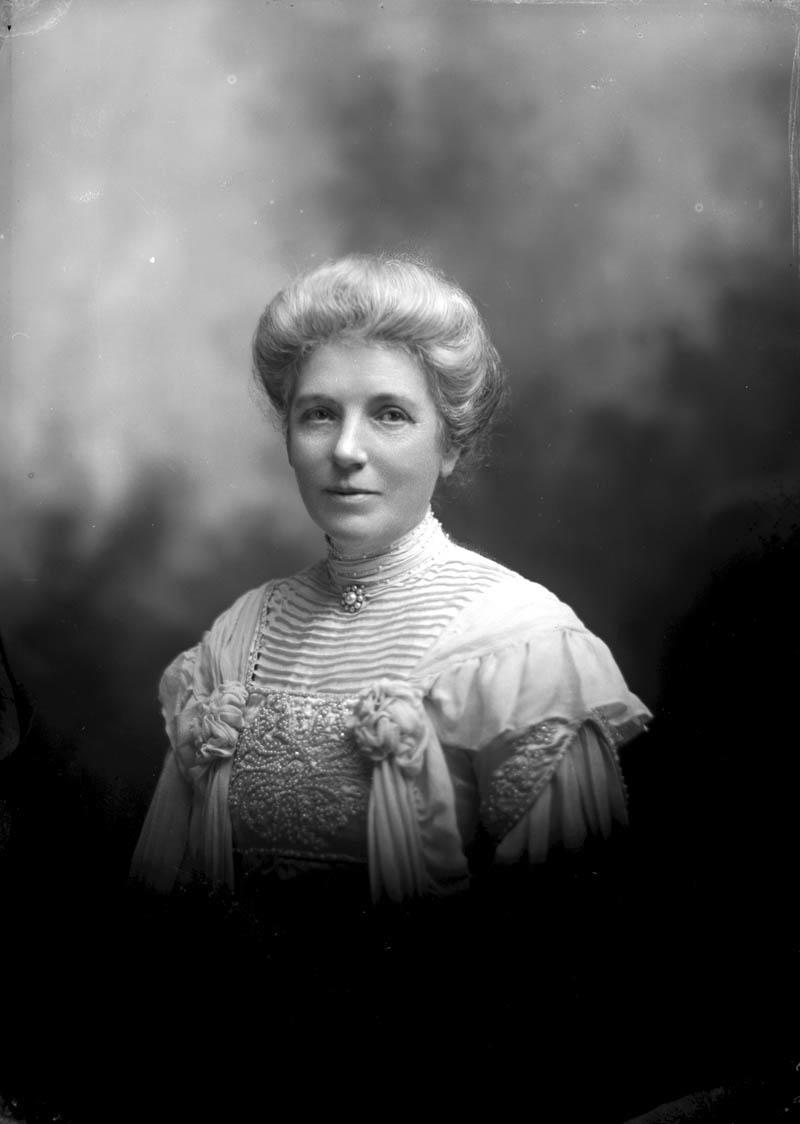
Кейт Шеппард была самым видным членом женского избирательного движения Новой Зеландии.

Женское избирательное право в Новой Зеландии было закреплено на законодательном уровне в 1893 году. Борьба за избирательное право женщин в Новой Зеландии была частью движения за Женское избирательное право в конце XIX века. В ранней колониальной Новой Зеландии, как и в европейских обществах, женщины были исключены из политики. Во второй половине XIX века, после многолетних усилий борцов за избирательное право женщин во главе с Кейт Шеппард, Новая Зеландия стала первой страной в мире, в которой все женщины имели право голоса на парламентских выборах.
19 сентября 1893 года был одобрен Законопроект о выборах, предоставляющий женщинам избирательное право. Женщины впервые проголосовали на выборах, состоявшихся 28 ноября 1893 г. (выборы для электората маори состоялись 20 декабря). Также в 1893 году впервые в Британской империи женщина (Элизабет Йейтс) стала мэром (в Онехунге).
В XXI веке количество женщин-избирателей превышает количество мужчин, женщины голосуют чаще, чем мужчины. Тем не менее, процент неизбирателей среди женщин выше, чем среди мужчин.

## Ранняя кампания
В полинезийском обществе и европейской аристократии женщины могли достичь значительного формального политического положения благодаря происхождению. Общество маори отличались тем, что позволяло харизматичным женщинам иметь значительное прямое влияние, однако ограничивало выступление женщин на некоторых собраниях в мараэ (общественных домах). Поэтому некоторые историки рассматривают колониализм, как временный шаг назад в отношении прав женщин в Новой Зеландии.
Новозеландское избирательное движение зародилось в конце XIX века под влиянием суфражисток Британской империи и Соединенных Штатов.
Суфражистские кампании также переплетались с движением за запрет алкоголя. Местная пресса формировала мнение о суфражистском движении, как о пуританском и драконовском. Политики, поддерживающие алкогольную промышленность (например, член парламента от Южного Данидина Генри Фиш), выступили против избирательного права женщин.
В 1869 году была опубликована первая брошюра по избирательному праву женщин «Обращение к мужчинам Новой Зеландии» авторства Мэри Мюллер (под псевдонимом).
В 1870-х годах Мэри Энн Колклаф (Полли Плам) была активным защитником прав женщин в целом и избирательного права женщин. Джон Ларкинс Чиз Ричардсон помогал устранять препятствия по поступлению женщин в Университет Отаго в 1871 году. Некоторые политики, в том числе Джон Холл, Роберт Стаут, Джулиус Фогель, Уильям Фокс и Джон Балланс поддерживали избирательное право женщин, однако в 1878, 1879 и 1887 годах законопроекты, расширяющие право голоса для женщин, потерпели поражение в парламенте.

## Успешная кампания
Избирательное право женщин было реализовано в Новой Зеландии примерно после двух десятилетий борьбы. Новозеландское отделение Союза женщин-христиан за трезвость (WCTU), возглавляемое Энн Уорд (1886—1887), Эммой Пак (1887—1889), Кэтрин Фултон (1889—1892) и Энни Джейн Шнакенберг (1892—1900), сыграло особую важную роль в борьбе. Американка Фрэнсис Уиллард из Женского христианского союза умеренности и такие мыслители, как Гарриет Тейлор Милль и Джон Стюарт Милль, утверждали, что женщины способны привнести мораль в демократическую политику.
Кейт Шеппард, активистка WCTU NZ, была ведущим защитником политических действий в защиту прав женщин. Противники суфражисток утверждали, что политика находится за пределами женской «естественной сферы» дома и семьи, в ответ на это сторонники избирательного права указывали на тот факт, что женщины будут голосовать за политику, защищающую семью.
Суфражистки в WCTU, политических привилегированных лигах и профсоюзах направили серию петиций в парламент, собрав под ними подписи: в 1891 г. было собрано более 9000 подписей, в 1892 г. — почти 20 000 подписей, в 1893 г. — около 32 000 подписей, что составляло почти четверть взрослого европейского женского населения Новой Зеландии.
В 1887 году 8-й премьер-министр Новой Зеландии Юлиус Фогель представил первый законопроект по избирательному праву женщин, но он был отклонен. В дальнейшем некоторые аналогичные законопроекты были приняты Палатой представителей, но отклонены высшим Законодательным советом.
В 1891 году Уолтером Карнкроссом была внесена поправка, по которой женщины получили право избираться в Палату представителей, чего не могла допустить консервативная Верхняя палата. Эта манипулятивная тактика привела в ярость суфражистку Кэтрин Фултон, организовавшую протест в 1893 году.
Законопроект о выборах 1892 года, внесенный Джоном Баллансом, предусматривал предоставление избирательных прав всем женщинам, но деструктивная поправка о голосовании по почте привели к его отмене. 

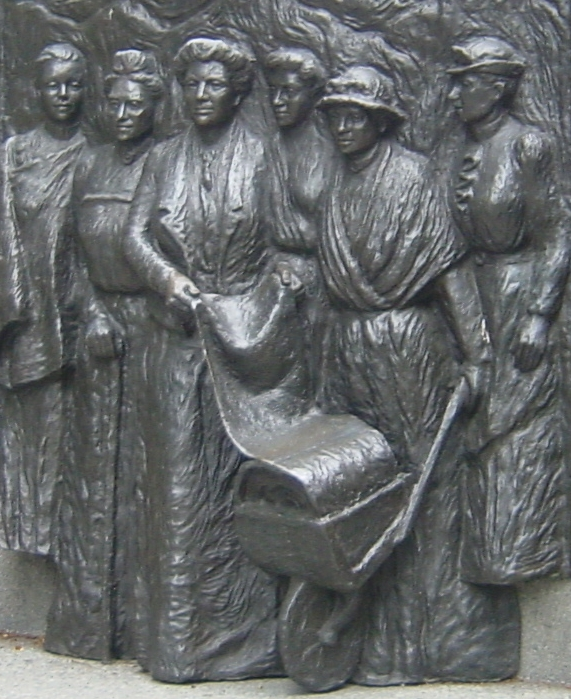
Барельеф суфражисток на Национальном мемориале Кейт Шеппард в Крайстчерче. Слева направо изображены Мери Те Тай Мангакахия, Амей Далди, Кейт Шеппард, Ада Уэллс, Гарриет Морисон и Хелен Никол.

В 1893 году в парламент была представлена Петиция об избирательном праве женщин, и новый закон о выборах прошел через нижнюю палату подавляющим большинством голосов. Во время дебатов большинство поддержало предоставление избирательных прав маори, а также женщинам пакеха; за включение женщин маори выступал Джон Шера, который был женат на женщине маори европейского происхождения. Лоббисты алкогольной промышленности направили в Верхнюю палату ходатайство об отклонении законопроекта. Суфражистки ответили массовыми митингами и телеграммами членам парламента. Они подарили своим сторонникам в парламенте белые камелии в петлицах. Верхняя палата разделилась по этому вопросу, и премьер -министр Ричард Седдон надеялся остановить принятие законопроекта, использовав для этой цели голос нового советника Либеральной партии Томаса Келли, переданный с помощью телеграфа. Манипуляции Седдона разозлили двух других советников Уильяма Рейнольдса и Эдварда Сефаса Джона Стивенса так, что они 8 сентября 1893 года проголосовали за законопроект, позволив ему пройти 20 голосами против 18. Два члена совета от оппозиции были против избирательного права женщин без гарантии «избирательных прав» голосования по почте, которое считалось необходимым, чтобы позволить всем женщинам в изолированных сельских районах голосовать, хотя либералы считали, что это делает голосование уязвимым для манипулирования мужьями или работодателями.

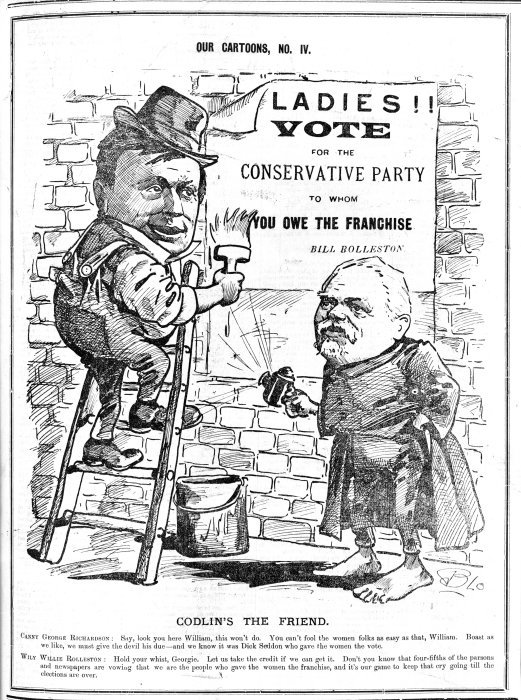
Карикатура 1893 года, изображающая Уильяма Роллстона, призывающего женщин голосовать за Консервативную партию, которой они «обязаны избирательным правом».

Восемнадцать членов законодательного совета подали просьбу губернатору лорду Глазго об отказе в принятии закона, но 19 сентября 1893 года губернатор одобрил Закон о выборах 1893 года, предоставивший всем женщинам Новой Зеландии право голоса.
И либеральное правительство, и оппозиция впоследствии взяли на себя ответственность за предоставление женщинам избирательных прав и на этом основании добивались голосов от женщин.
В 1896 году, через три года после введения избирательного права для женщин, Кейт Шеппард стала президентом-основателем Национального совета женщин Новой Зеландии.

## Дальнейшие успехи в области прав женщин
В 1893 году Элизабет Йейтс стала первой женщиной-мэром в Британской империи, удержавшись на посту в городе Онехунге (сейчас часть Окленда) всего около года. В 1926 году Маргарет Мэджилл, учительница-лесбиянка и администратор школы, была избрана в исполнительный совет Новозеландского образовательного института (NZEI). В 1933 году она стала президентом организации, и её избрание на этот пост стало первым случаем, когда его занимала женщина.
В 1919 году женщины получили право быть избранными в Палату представителей. В этом же году выставили свои кандидатуры, но не были избраны три женщины:
- Розетта Бауме (в Parnell от Либеральной партии),
- Эллен Мелвилл (в Grey Lynn от Партии реформ),
- Эйлин Гармсон (Кук) (в Thames, как «независимый либерал»).

В 1933 году появилась первая женщина, выигравшая выборы (Элизабет МакКомбс занявшее место покойного мужа в Lyttelton благодаря преемственности вдовы).
За ней последовали Кэтрин Стюарт (1938), Мэри Дривер (1941), Мэри Григг (1942), Мэйбл Ховард (1943) и Хильда Росс (1945). Григг и Росс выдвигались от Национальной партии, а МакКомбс, Стюарт, Дривер и Ховард представляли Лейбористскую партию .
Первой женщиной-депутатом маори была Ириака Ратана в 1949 году, унаследовавшая место, занимаемое её покойным мужем. 
В 1941 году женщины получили право назначаться в Законодательный совет Новой Зеландии (Верхнюю палату парламента), но только в 1946 году это право реализовали первые две женщины— Мэри Дривер и Мэри Андерсон, назначенные лейбористским правительством.
В 1950 году в " отряд самоубийц ", назначенный Национальным правительством для ликвидации Законодательного совета, входили три женщины: Кора Луиза Баррелл из Крайстчерча, Этель Гулд из Окленда и Агнес Уэстон из Веллингтона.
В 1989 году впервые женщина стала заместителем премьер-министра (Хелен Кларк).
В 1997 году впервые женщина стала премьер-министром Новой Зеланди (Дженни Шипли), когда действующий тогда премьер-министр Джим Болджер потерял поддержку Национальной партии.
В 1999 году Хелен Кларк стала второй женщиной-премьер-министром Новой Зеландии и первой женщиной, получившей этот пост на выборах.
В 2017 году Джасинда Ардерн стала третьей женщиной-премьер-министром Новой Зеландии и второй женщиной, получившей пост на выборах. 
Королевским указом от 1 июля 1993 г. медалью столетия Новой Зеландии за избирательное право 1993 г. , санкционированной королевой, были награждены 546 лиц в знак признания их вклада в права женщин в Новой Зеландии или в решение женских проблем в Новой Зеландии.

## Галерея

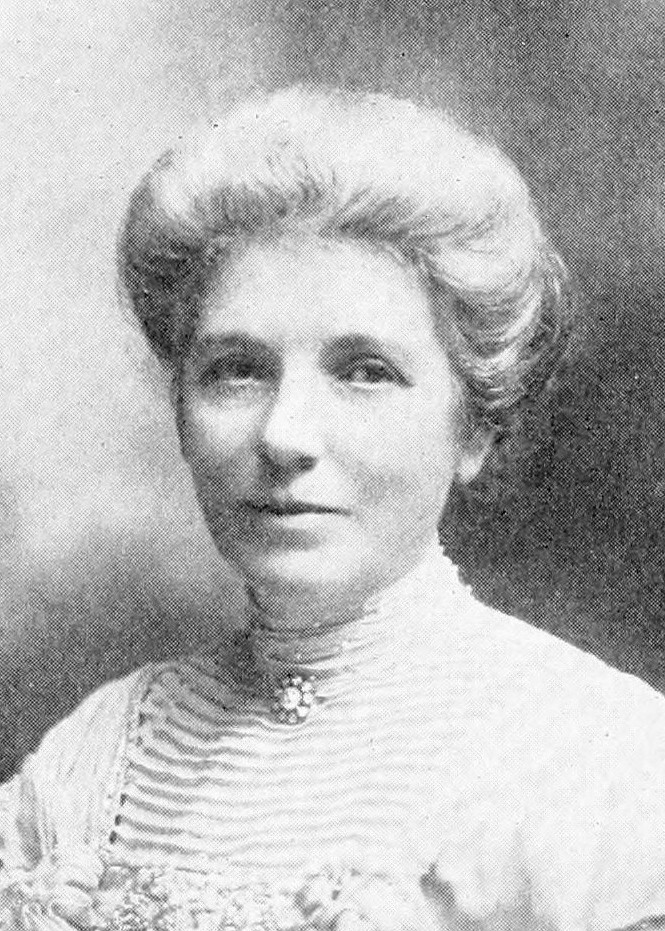
Кейт Шеппард, лидер суфражисток Новой Зеландии, appears on the current New Zealand ten-dollar note[англ.]
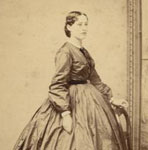
Sophia Taylor, a suffragette leader from Northland, who opposed women standing for office
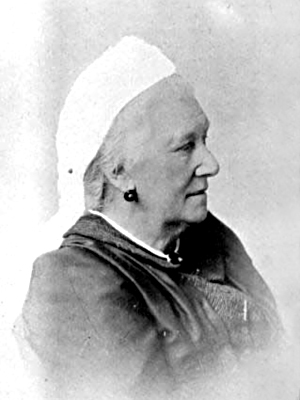
Mary Ann Müller, a pioneering campaigner for women's suffrage and other women's rights
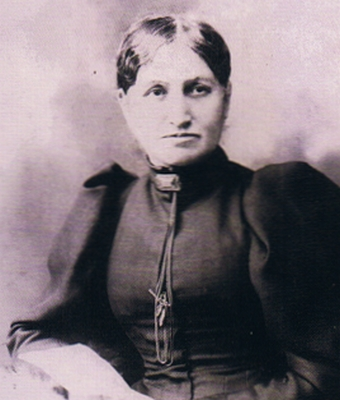
Elizabeth Yates, who in 1893 became the first female Mayor in the British Empire and the second in the world
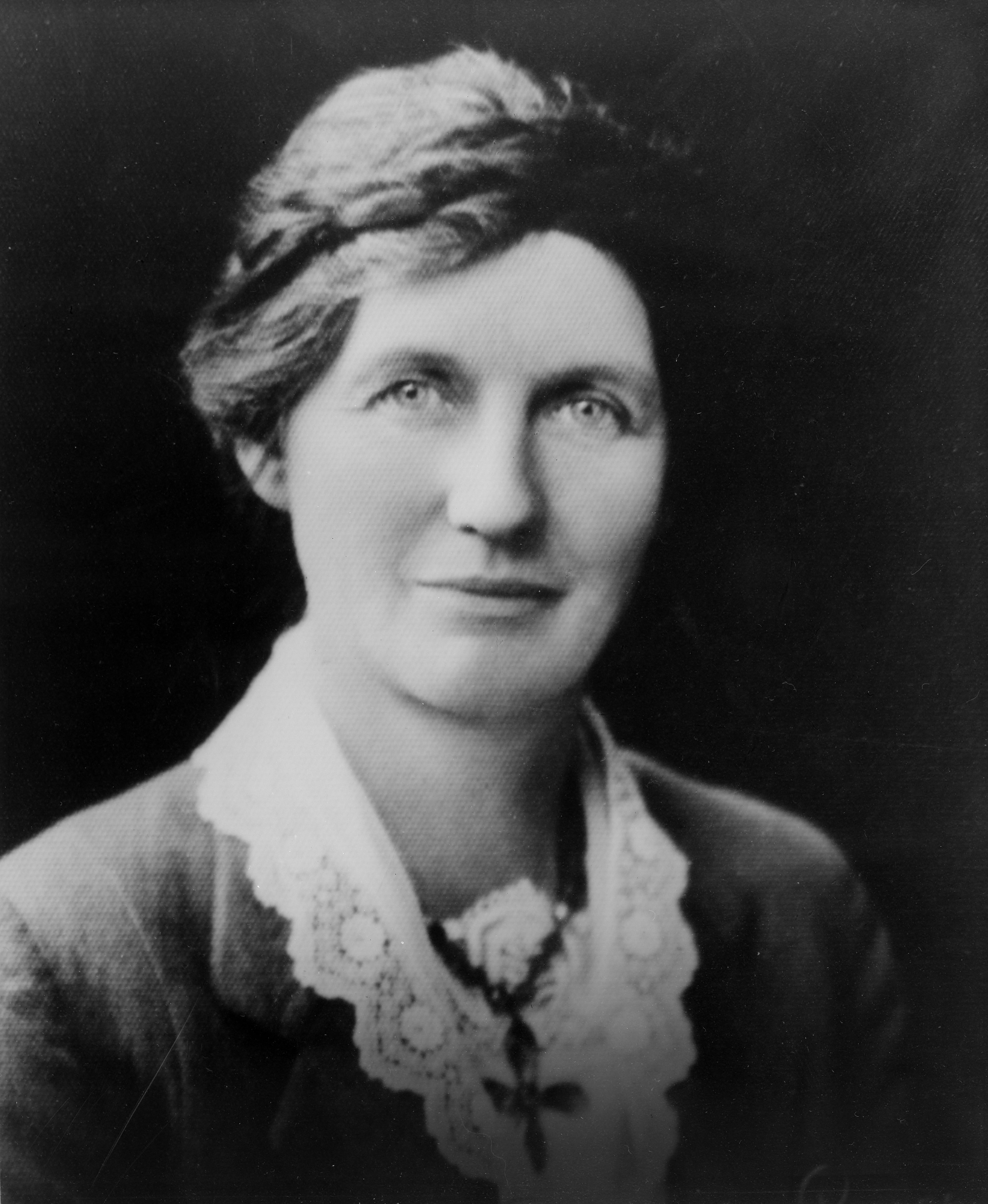
Elizabeth McCombs, first female MP, winning the Lyttelton by-election in 1933
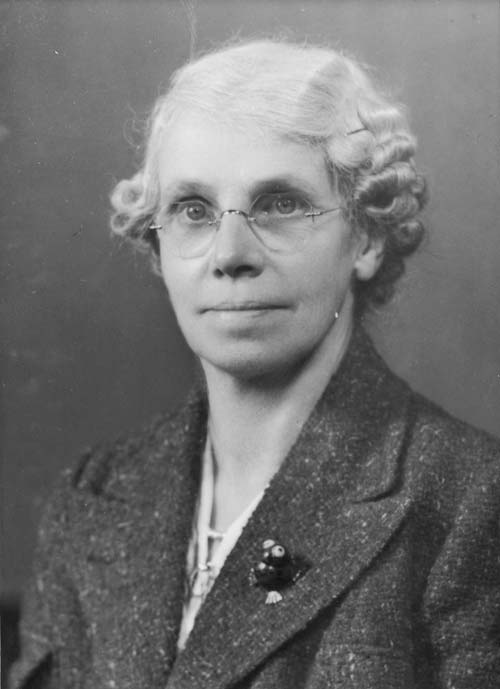
Catherine Stewart, second female MP, first to win a seat in a general election (1938)
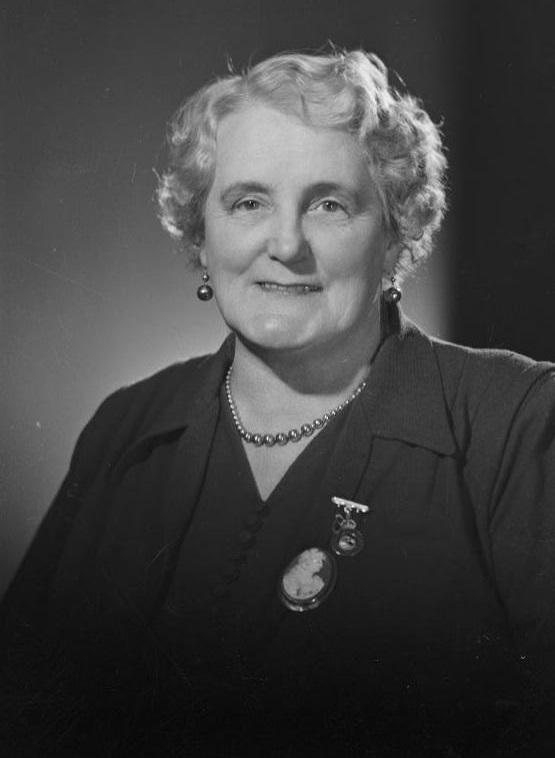
Mary Dreaver, first woman to sit in the New Zealand Legislative Council, third female MP (1941)
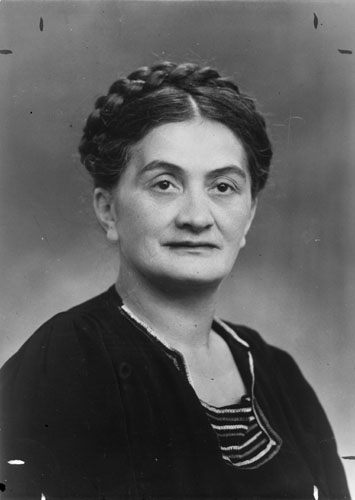
Iriaka Rātana, the first female MP of Maori descent (1949)
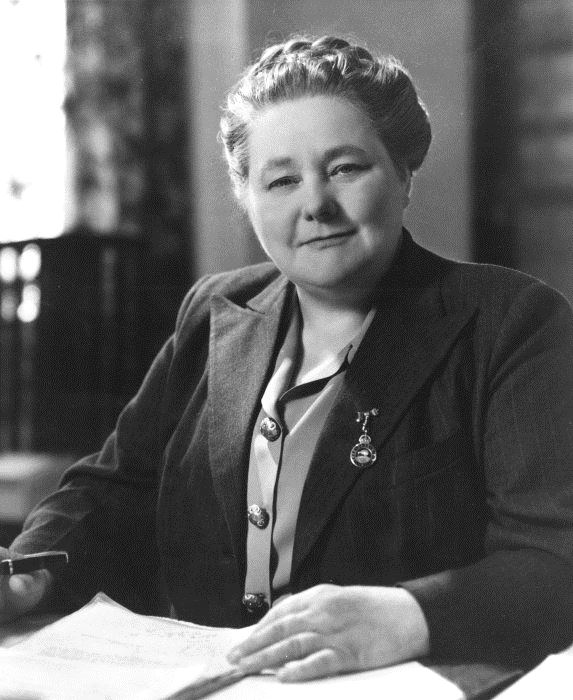
Mabel Howard, who in 1947 became the first female Cabinet Minister
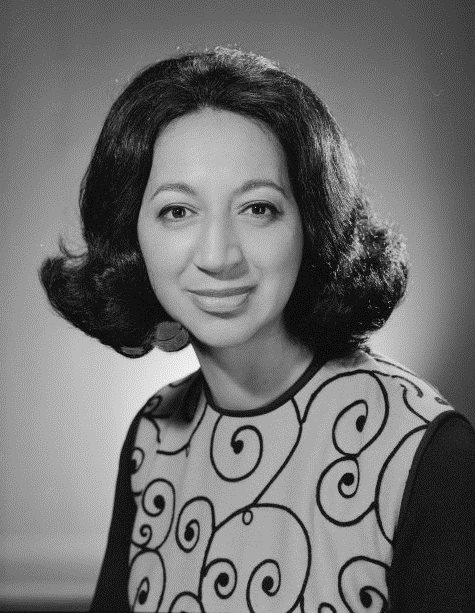
Whetu Tirikatene-Sullivan, New Zealand's longest serving female MP, 29 years between 1967 and 1996
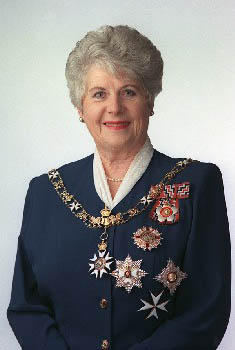
Catherine Tizard, the first woman to serve as Governor-General of New Zealand (1990–96)
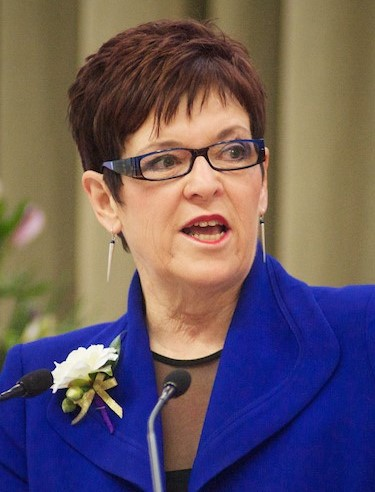
Jenny Shipley, first female Prime Minister (1997–99)
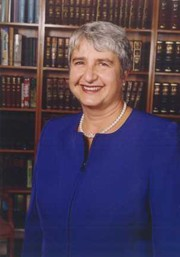
Sian Elias, the first female Chief Justice of New Zealand (1999-2019)
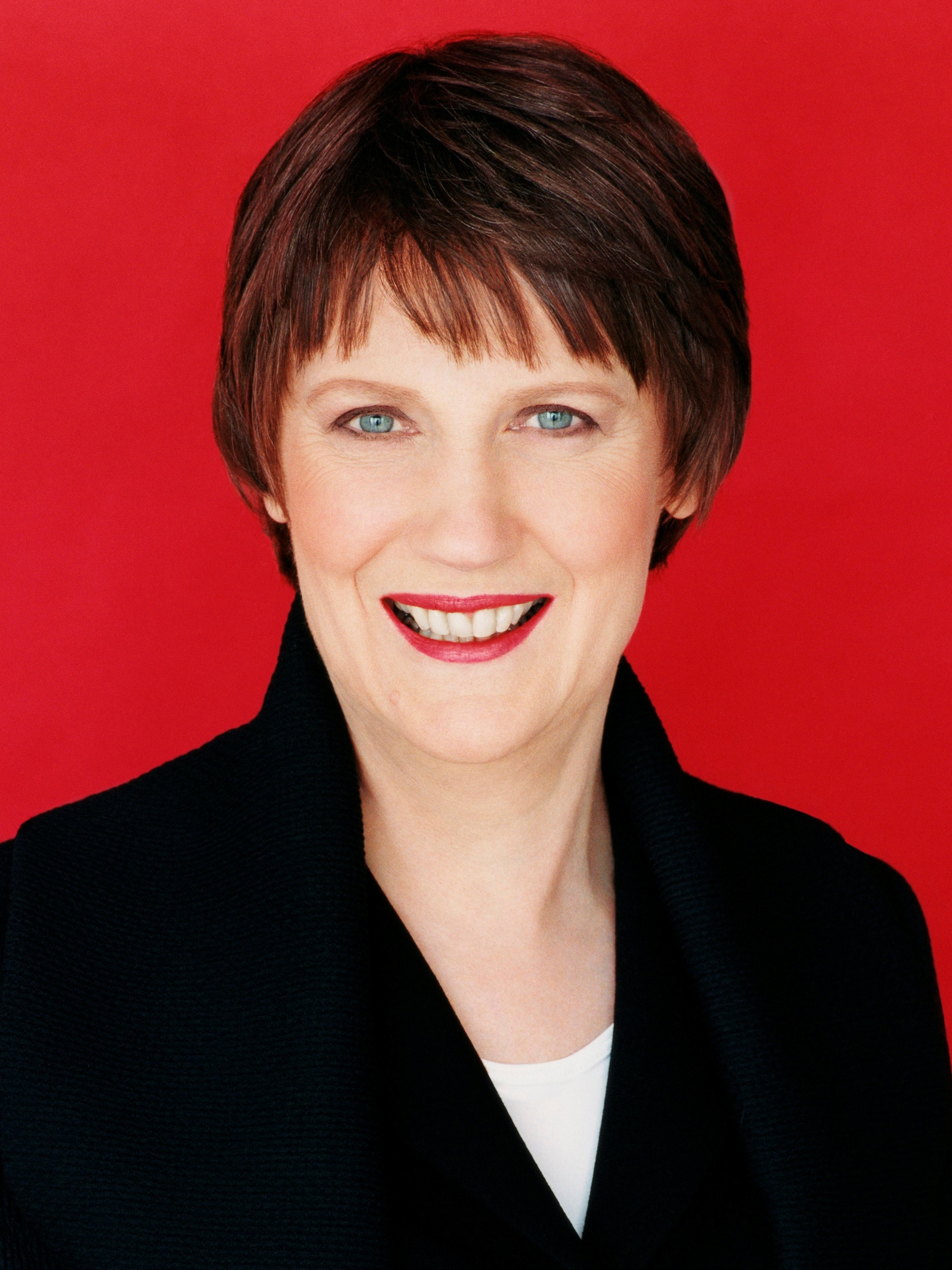
Helen Clark, first female Deputy Prime Minister (1989); first female to be elected Prime Minister; second female Prime Minister (1999–2008)
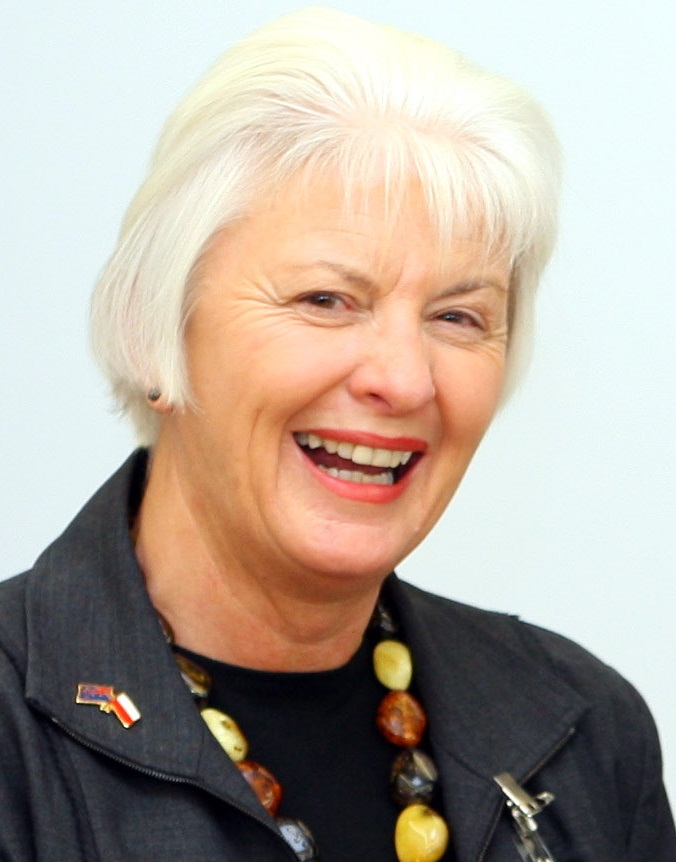
Margaret Wilson, the first female Speaker of the House of Representatives (2005-2008)
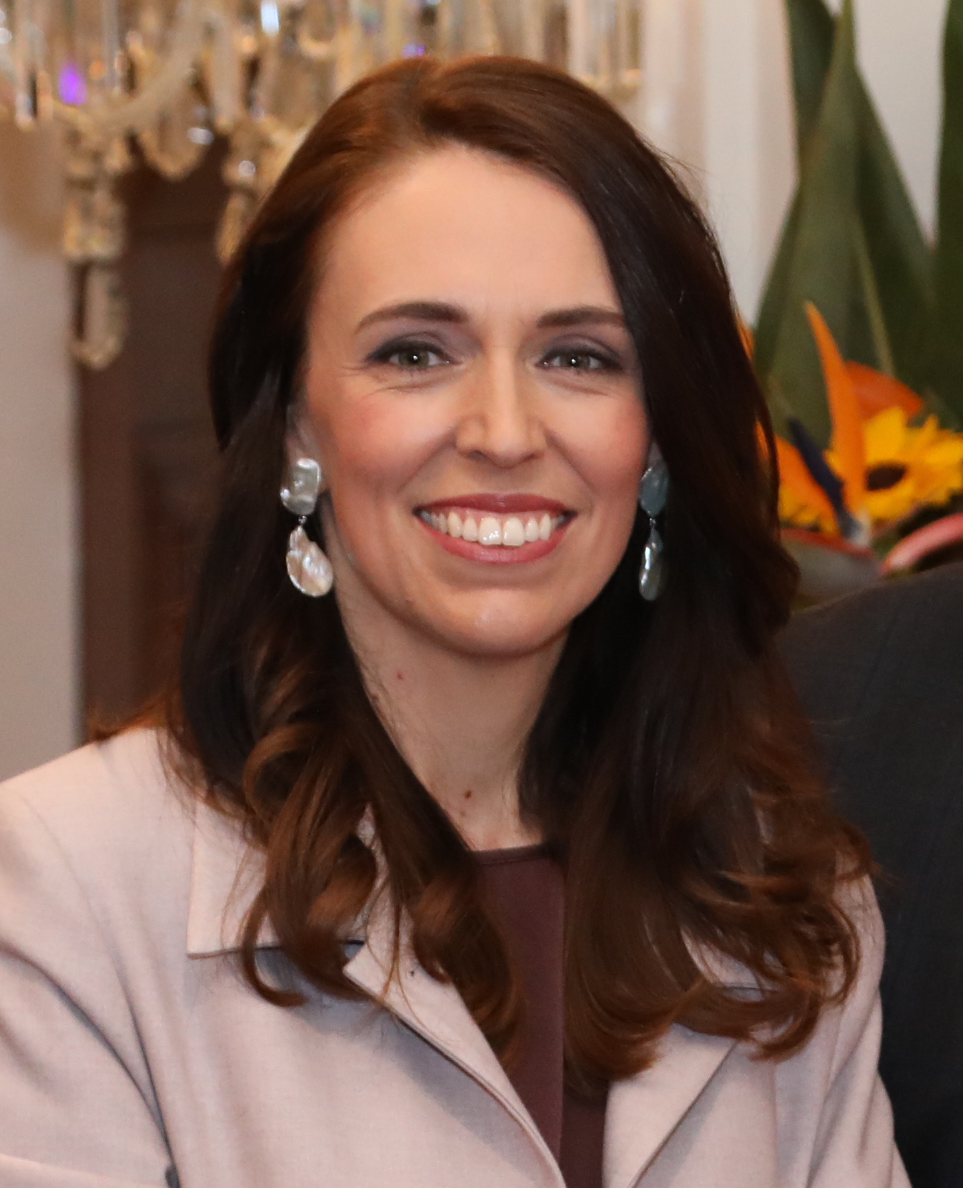
Jacinda Ardern, third female Prime Minister (2017–present), and second elected head of government in the world to give birth while in office